# Parc botanique du Prieuré d'Orchaise
El Parque Botánico del Priorato de Orchaise (en francés: Parc botanique du Prieuré d'Orchaise), es un parque que alberga un jardín botánico de tres hectáreas de extensión, situado en los terrenos del antiguo priorato, de administración privada, que se encuentra en Orchaise (Francia). 

## Localización
El Parc botanique du Prieuré d'Orchaise se encuentra en la Rue de Molineuf n. 3 (41190 Orchaise, Loir-et-Cher, Centre, Francia). 
Planos y vistas satelitales, 47°35′19.32″N 1°12′2.52″E / 47.5887000, 1.2007000
Está abierto al público a diario, excepto los viernes en los meses cálidos del año, y se cobra una tarifa de entrada. 

## Historia
El priorato contiene edificios de los siglos XV y XIX construidos sobre cimientos antiguos. 
Entre las dos grandes guerras mundiales vivió allí Gabriel Hanotaux (1853–1944), historiador y ministro de asuntos exteriores de Francia.
A su parque, creado por Hubert Treuille quien viajó por todo el mundo recolectando especímenes vegetales, se le otorgó el Primer Premio de la Société Nationale d'Horticulture de France en 1993.

## Colecciones
El jardín botánico alberga unos 2 200 árboles y arbustos, tales como magnolias, peonias, rododendros y arces japoneses, así como dos estanques con lirios acuáticos y una estatua ("La Transparente"), obra del escultor rumano Christian Breazu.